# جونيور بييلا ليبرتاس
نادي جونيور بييلا ليبرتاس (بالإطالية: Associazione Sportiva Dilettantistica La Biellese) هو نادي كرة قدم إيطالي مقره في بييلا، بييمونتي ويلعب حاليًا في الدوري المحلي في إكسيلينزا بيدمونت ووادي أوستا.

## تاريخياً

### من U.S. Biellese إلى A.S. Biellese
تأسس النادي التاريخي في عام 1902م باسم US Biellese .
في عام 1930م، غير النادي اسمه إلىAS Biellese وتم حله في صيف 1993م.

### A.S. Biellese 1902
في صيف 1993م، قام نادي FC Vigliano, الذي تمت ترقيته للتو في دوري الدرجة الخامسة Eccellenza Piemonte, بتغيير اسمه إلى FCV Biellese-Vigliano والذي أصبح اسمهBiellese FC في عام 1997م، واستعاد اسم AS Biellese 1902 فقط في عام 2001م.
أنهى نادي AS Biellese 1902 موسم 2006-07 في المركز 17 في مجموعة Girone A من دوري الدرجة الثالثة Serie C2 واضطر للعب في تصفيات الهبوط، حيث خسر بنتيجة 3-2 في مجموع المباراتين أمام نادي A.C. Lumezzane صاحب المركز 14, وهبط إلى دوري الدرجة الرابعة Serie D.
في موسم 2007-08, لعب الفريق في مجموعة Girone A حيث احتل المركز الثاني بعيدًا عن صاحب المركز الأول Alessandria . ومع ذلك، فقد شارك الفريق في تصفيات دوري الدرجة الثانية لكنه فشل في التأهل لمرحلة المجموعات من البطولة.
في موسم 2008-09, احتل النادي المركز الأول في Girone A وتأهل بشكل مباشر إلى دوري الدرجة الثانية Lega Pro Seconda Divisione, لكنه قرر النزول إلى تصنيف Eccellenza في موسم 2009-10.
في يوليو 2010 تم حل النادي.

### ASD Junior Biellese Libertas
في صيف 2010م، كان هناك ناديين محليين صغيرين:
- نادي ASD Junior Biellese 2009, في دوري الهواة Terza Categoria و
- نادي ASD Libertas Biella Cossato, الذي لعب في مجموعة Promozione Piemonte المجموعة A في الموسم السابق واحتل المركز 12,

قرر الناديين الاندماج لأخذ مكان نادي AS Biellese 1902 القديم لتشكيل نادي جديد باسم ASD Junior Biellese Libertas.
في موسم 2010-11, لعب في نفس الدوري السابق لنادي ASD Libertas Biella Cossato ولعب في مجموعة Promozione Piemonte A حيث فاز بها وبالتالي تمت ترقيته إلى دوري Eccellenza Piedmont and Aosta Valley.

## الألوان والشارة
ألوان الفريق هي الأسود والأبيض.

## روابط خارجية
- الموقع الرسمي